# Whataya Want from Me
A Whataya Want from Me Adam Lambert amerikai énekes For Your Entertainment című debütáló albumának második kislemeze, mely 2009. november 20-án jelent meg. A dalt Pink, Max Martin és Shellback szerezték. Eredetileg Pink saját Funhouse című albumára készült a dal, de végül nem került fel rá. A dal producerei Max Martin és Shellback voltak, akik korábban olyan sztárokkal dolgoztak együtt, mint Britney Spears vagy Katy Perry.
A Whataya Want from Me szép sikereket ért el világszerte. Lambert első dala lett, amely a legjobb tíz közé jutott a Billboard Hot 100 listán az Egyesült Államokban. Ezen kívül a legjobb öt közé került Ausztráliában, Kanadában és Németországban is. Magyarországon a Mahasz Editors’ Choice rádiós játszási listáján 2010. június 7-én megszerezte az első helyet. Lambert később Grammy-díj jelölést kapott a Whataya Want from Me-vel a Legjobb férfi popénekes teljesítményért.

## Háttér
A számot eredetileg Pink saját Funhouse című nagylemezére készítette el, de végül nem került fel az albumra. Lambert 2009. november 18-án hivatalos weboldalán bejelentette, hogy Whataya Want from Me című dala lesz debütáló For Your Entertainment című stúdióalbumának második kislemeze. A dal 2009. november 20-tól vált digitálisan letölthetővé az Egyesült Államokban, nem sokkal az album megjelenését megelőzően.
2010-ben bejelentették, hogy a dal Pink által előadott eredeti változata felkerül az énekesnő Greatest Hits… So Far!!! címmel megjelent válogatásalbumára.

## Megjelenési forma és számlista
Digitális letöltés (csak Ausztráliában)
1. Whataya Want from Me – 3:47
2. Whataya Want from Me (Fonzerelli's Electro House Club Remix) – 5:52

Remixes EP
- Whataya Want from Me (Brad Walsh's A-Vivir Mix) - 4:31
- Whataya Want from Me (Fonzerelli's Electro House Club Remix) - 5:52
- Whataya Want from Me (Jason Nevins Electrotek Extended Mix) - 6:22

## Slágerlistás helyezések és minősítések
| Slágerlista (2010)                    | Legjobb helyezés |
| ------------------------------------- | ---------------- |
| Ausztrál kislemezlista                | 4                |
| Brit kislemezlista                    | 53               |
| Belga Tip kislemezlista (Flandria)    | 2                |
| Cseh rádiós lista                     | 3                |
| Dán kislemezlista                     | 12               |
| Európai Top 100 kislemezlista         | 21               |
| Finn kislemezlista                    | 2                |
| Francia kislemezlista                 | 15               |
| Holland Top 40 kislemezlista          | 7                |
| Kanadai Hot 100 kislemezlista         | 3                |
| Német kislemezlista                   | 5                |
| Norvég kislemezlista                  | 18               |
| Osztrák kislemezlista                 | 4                |
| Svájci kislemezlista                  | 6                |
| Svéd kislemezlista                    | 8                |
| Szlovák rádiós lista                  | 25               |
| Új-Zélandi kislemezlista              | 4                |
| USA Billboard Hot 100                 | 10               |
| USA Billboard Mainstream Top 40 lista | 12               |
| USA Billboard Hot Adult Top 40 lista  | 2                |

| Ország | Minősítés    | Eladás  |
| ------ | ------------ | ------- |
| Dánia  | Aranylemez   | 15 000+ |
| Kanada | Platinalemez | 10 000+ |

| Slágerlista                           | Legjobb helyezés |
| ------------------------------------- | ---------------- |
| Editors' Choice rádiós játszási lista | 1                |
| Rádiós Top 40 játszási lista          | 3                |
| Dance Top 40 lista                    | –                |
| Single (track) Top 10 lista           | –                |

| Slágerlista (2010)            | Helyezés |
| ----------------------------- | -------- |
| Kanadai Hot 100 kislemezlista | 11       |

### Első helyezések
| Előző David Guetta feat. Kid Cudi - Memories | Az Editors' Choice rádiós játszási lista első helyezettje 2010. június 7 - 2010. június 13. | Következő David Guetta feat. Kid Cudi - Memories |

## Közreműködők
- Szerző – Pink, Max Martin, Shellback
- Producer – Max Martin, Shellback
- Billentyűs hangszerek – Max Martin
- Dobok, gitár és basszusgitár – Shellback
- Felvételek – Max Martin, Shellback, Al Clay, Ann Mincieli
- Felvételi asszisztens – Chris Galland, Doug Tyo, Christian Baker
- Hangkeverés – Serban Ghenea
- Hangmérnök – John Hanes
- Hangkeverési asszisztens – Tim Roberts

Forrás: A For Your Entertainment album CD füzete.

## Külső hivatkozások
- Adam Lambert hivatalos weboldala
- A Whataya Want From Me hivatalos videóklipje

## Fordítás
- Ez a szócikk részben vagy egészben  a   Whataya Want From Me című angol Wikipédia-szócikk fordításán alapul.  Az eredeti cikk szerkesztőit annak laptörténete sorolja fel. Ez a jelzés csupán a megfogalmazás eredetét és a szerzői jogokat jelzi, nem szolgál a cikkben szereplő információk forrásmegjelöléseként.